# Isaac Jones (Leichtathlet)
Isaac Jones (* 18. Juni 1990) ist ein ehemaliger gambischer Leichtathlet, der sich auf den Sprint spezialisiert hatte.

## Sportliche Laufbahn
Jones begann seine internationale Karriere bei den Leichtathletik-Jugendweltmeisterschaften 2005 in Marrakesch, Marokko, wo er die 100 Meter in einer persönlichen Bestzeit von 11,10 Sekunden lief. Bei der gleichen Veranstaltung erreichte er das Halbfinale über 200 Meter.
Bei den Commonwealth Games 2006 in Melbourne, Australien, trat er für Gambia über 200 Meter an. In der ersten Runde belegte er in seinem Lauf den dritten Platz mit einer persönlichen Bestzeit von 21,54 Sekunden. In Runde zwei belegte er in seinem Lauf mit einer Zeit von 21,78 Sekunden den sechsten Platz und erreichte das Halbfinale nicht.
Im Mai 2008, bei den Leichtathletik-Afrikameisterschaften 2008 in Addis Abeba, Äthiopien, verpasste Jones das Halbfinale über 200 Meter knapp und legte die Distanz in 21,96 Sekunden zurück. Bei der gleichen Veranstaltung verpasste er als Sechster in seinem Lauf mit einer Zeit von 11,09 Sekunden auch das Halbfinale über 100 Meter.
Vier Jahre später, im Juni 2012, nahm Jones an den Leichtathletik-Afrikameisterschaften 2012 in Porto-Novo, Benin, über 200 Meter teil. Mit einer Zeit von 22,08 Sekunden belegte er den fünften Platz. Zu Beginn des Treffens trat Jones zusammen mit Adama Jammeh, Assim Abdoule und Suwaibou Sanneh in der 4-mal-100-Meter-Staffel an. Sie belegten in ihrem Lauf den fünften Platz in einer nationalen Rekordzeit von 40,42 Sekunden. Im Staffelfinale wurde das Team disqualifiziert.

## Persönliche Bestleistungen
- 100 Meter: 11,09 s (−1,4 m/s), 30. April 2008 in Addis Abeba
- 200 Meter: 21,54 s (+0,3 m/s), 22. März 2006 in Melbourne
- 4-mal-100-Meter-Staffel: 40,42 s, 28. Juni 2012 in Porto-Novo (gambischer Rekord)